# Зеліна-Юрковська
Зеліна-Юрковська (пол. Zelina Jurkowska) — гірський потік в Польщі, у Бжеському повіті Малопольського воєводства. Права притока Тимувки, (басейн Балтійського моря).

## Опис
Довжина потоку приблизно 7,40 км, падіння потоку 126 м, похил потоку 17,03 м/км, найкоротша відстань між витоком і гирлом — 6,11 км, коефіцієнт звивистості потоку — 1,22. Формується багатьма безіменними потоками.

## Розташування
Бере початок на південно-східних схилах гори Буковець (494 м) на висоті 360 м над рівнем моря на північно-західній околиці села Івкова. Тече переважно на північний схід через північно-західну частину міста Чхув і у селі Юркув впадає у річку Тимувку, ліву притоку Дунайця.

## Цікавий факт
- Понад потоком пролягає туристичний шлях, який на мапі туристичній значиться зеленим кольором (Буковець (494 м) — Івкова — Чхув — Руда-Камеральна).[3]